# Anders Jacobson
Anders Jacobson (* 8. Mai 1984 in Ystad, Schweden) ist ein schwedischer Handballtrainer und ehemaliger Handballspieler.
Seine Karriere begann Jacobson bei Ystads IF HF. Dort trainierte er unter Robert Hedin, der später in Melsungen wieder sein Trainer werden sollte. Danach wechselte er zum Lokalrivalen IFK Ystad. Zum Beginn der Saison 2007/08 wechselte er zur nordhessischen MT Melsungen, wo der im linken Rückraum aktive Spieler einen Einjahresvertrag unterschrieb. Im Januar 2008 kehrte er zu IFK Ystads zurück. 2009 wechselte er zu H 65 Höör. Nach einer Saison spielte er erneut für Ystads, wo er 2012 seine aktive Karriere beendete. Anschließend wurde er Co-Trainer bei Tomelilla IF.
Für die schwedische Junioren-Nationalmannschaft bestritt Jacobson 21 Länderspiele.